# 時のしおり
「時のしおり」（ときのしおり）は、上沼恵美子のCDシングル。2019年11月13日発売。発売・販売元はテイチクエンタテインメント。規格品番はTECA-13974。2020年9月16日にはボーナス・トラックを追加収録した感謝盤が発売された。感謝盤の規格品番はTECA-20056。

## 解説
前シングル「あかんたれ」（2015年9月9日発売、TECA-13618）から約4年ぶりに発売されたシングル盤である。ただし、当楽曲は海原千里・万里時代に発表した楽曲のセルフカバーであり、新曲としては「涙の重さ」（2009年8月19日発売、TECA-12194）以来約10年ぶりとなる。
2020年6月1日付および7月6日付のオリコンシングル演歌・歌謡チャートで1位を獲得した。ロング・ヒットとなり、同年9月16日には海原千里・万里「大阪ラプソディー」のソロ・ボーカルバージョンを収録した感謝盤が発売された。ジャケット写真は別カットが起用されている。
表題曲では、東京オリンピック（1964年）・日本万国博覧会（1970年）が開催された昭和、東日本大震災（2011年）が発生した平成、本シングル盤の発売年である令和の元号が出来事と共に織り込まれている。
通常盤は「時のしおり」「人生これから」、感謝盤は「大阪ラプソディー」を加えた譜面がCDジャケットと別紙で封入されている。

## 収録曲

### 通常盤
1. 時のしおり（4分33秒）[5]
  - 作詞: 田久保真見、作曲: 南乃星太、編曲: 南郷達也
2. 人生これから（3分50秒）
  - 作詞: 田久保真見、作曲: 南乃星太、編曲: 萩田光雄
3. 時のしおり（オリジナル・カラオケ）（4分35秒）[1]
4. 時のしおり（メロ入りカラオケ）（4分35秒）
5. 人生これから（オリジナル・カラオケ）（3分50秒）

### 感謝盤
1. 時のしおり（4分33秒）[6]
  - 作詞: 田久保真見、作曲: 南乃星太、編曲: 南郷達也
2. 人生これから（3分50秒）
  - 作詞: 田久保真見、作曲: 南乃星太、編曲: 萩田光雄
3. 大阪ラプソディー（3分13秒）
  - 作詞: 山上路夫、作曲: 猪俣公章、編曲: 藤田はじめ・前田俊明
4. 時のしおり（オリジナル・カラオケ）（4分35秒）[2]
5. 人生これから（オリジナル・カラオケ）（3分52秒）
6. 大阪ラプソディー（オリジナル・カラオケ）（3分13秒）